# Saulce-sur-Rhône
Saulce-sur-Rhône é uma comuna francesa na região administrativa de Auvérnia-Ródano-Alpes, no departamento de Drôme. Estende-se por uma área de 18,43 km². Em 2010 a comuna tinha 1 879 habitantes (densidade: 102 hab./km²).